# جائزة الولايات المتحدة الكبرى 1974
جائزة الولايات المتحدة الكبرى 1974 هو سباق فورمولا 1 أقيم بتاريخ 6 أكتوبر 1974 في نيويورك. كان الخامس عشر من أصل 15 في بطولة العالم لسباقات الفورمولا واحد موسم 1974.

## الترتيب النهائي
| الترتيب | السائق            | النقاط |
| ------- | ----------------- | ------ |
| 1       | إيمرسون فيتيبالدي | 55     |
| 2       | كلاي ريجاتسوني    | 52     |
| 3       | جودي شيكتر        | 45     |
| 4       | نيكي لاودا        | 38     |
| 5       | روني بيترسون      | 35     |
| المصدر: |                   |        |